# Zip, Zip, Zip
"Zip, Zip, Zip" là tập phim thứ 12 trích từ mùa đầu tiên của sê-ri truyền hình của sê-ri truyền hình How I Met Your Mother được phát sóng chính thức vào ngày 6 tháng 2 năm 2006.

## Nội dung
Trong tuần này, Ted và Victoria có rất nhiều thứ đầu tiên (nụ hôn đầu tiên, đêm đầu tiên ở cùng nhau, tuần đầu tiên đi chơi cùng nhau). Sau khi Marshall và Lily hỏi hai người đã làm tình bao nhiêu lần trong ngày cuối tuần, anh đã tiết lộ rằng mình vẫn đang chờ đợi và họ không hề muốn mọi thứ quá nhanh chóng. Anh sau đó đã nói thêm rằng đó chính là ý tưởng của Victoria và lý do duy nhất anh chấp nhận điều đó vì anh nghĩ rằng cô có lẽ người thích hợp với anh. Ted sau đó đã bắt đầu ham muốn sau vài tuần và không thể chịu đựng được. Dù vậy, cô đã quyết định rằng họ nên tăng tốc mọi thứ lên khi nhận ra rằng cô sẽ ra khỏi thị trấn khi tháng đầu tiên của họ kết thúc. Họ đã trở lại căn hộ của Ted và giành nhiều thời gian ở cùng nhau trước khi họ vào phòng ngủ và làm tình lần đầu tiên.
Trong khi đó, Marshall và Lily đang ở trong căn hộ và họ đã lên kế hoạch cho bữa ăn sáng trên giường để kỷ niệm 9 năm hẹn hò, dù vậy, hai người đã quyết định ở nhà nhằm có một ngày kỷ niệm nhẹ nhàng. Nhưng Ted và Victoria lại đột ngột xuất hiện khi họ đang đánh răng trong phòng tắm. Nhằm giúp mối quan hệ của hai người "thăng hoa", hai người đã trốn tại đây và mua vui về việc Ted và Victoria đang trở nên lãng mạn thái quá. Nhưng sau đó, Lily đã bắt đầu hoài nghi về sự lãng mạn trong mối quan hệ của họ. Cô và Marshall sau đó đã cố nhìn vào mắt nhau, nhưng Lily lại phá hủy giây phút ấy khi cô hỏi về quần áo trong máy giặt. Họ sau đó đã tiếp tục nắm lấy tay nhau, nhưng Marshall sau đó đã tiếp tục phá hủy giây phút ấy khi anh lén lấy tay chạm vào ngực của cô. Khi họ cho rằng hai người nay hai người chưa bao giờ có khoảnh khắc "đầu tiên", Lily nhận ra rằng mình cần phải đi tiểu. Dù vậy, cô chưa từng đi tiểu trước mặt anh và vẫn muốn bảo vệ bí mật của mình, nhưng cuối cùng cô đã đi tiểu trước mặt anh. Dù thoạt đầu họ đã không vui vẻ, nhưng cô nhận ra rằng việc đi tiểu trước mặt anh chính là "lần đầu tiên" của họ và cho rằng tình cảm của họ chưa bao giờ bị nhàm chán.
Robin trong thời gian này đã đi chơi một mình khi một người bạn của cô đang vui vẻ bên một anh chàng. Robin sau đó đã quyết định trở thành "anh em" của Barney và cùng anh "dạo chơi quanh khu phố như những người anh em." Cô sau đó đã mặc áo Vest và khiến Barney bị thuyết phục. Sau khi vui vẻ tại quán xì gà, chơi trò bắn laser, họ đã trở lại quán rượu, nơi cô cố gắng tìm cho Barney một cô gái còn anh thì giúp cô tìm một cô gái bị đồng tính. Họ sau đó đã đến căn hộ của Robin và chơi Tàu Chiến. Dù vậy, Barney đã hiểu nhầm rằng cô muốn làm tình với anh, vì anh đã cởi bỏ quần áo nhằm quyến rũ Robin. Sau khi la mắng Barney, Robin đã thừa nhận rằng mình có cảm tình với Ted và bắt anh hứa rằng sẽ không kể chuyện này cũng như tự hứa rằng sẽ không nhắc đến việc Barney khỏa thân trước mặt cô.

## Văn hóa đại chúng
- Sau khi Lily cho rằng cô đã uống rất nhiều Mountain Dew trong khi xem buổi trình chiếu nhiều tập liền của Quantum Leap, Marshall đã đáp lại là "Ôi trời." "Ôi trời" chính là câu thoại mà nhân vật Sam thốt ra tại khúc cuối của đoạn mở đầu màu xanh trong mỗi tập phim Quantum Leap.